# 摩梨伽尸罗
摩梨伽尸罗，又作鹿首宿，是印度占星学二十七宿（纳沙特拉）之一，与中国二十八宿的觜宿相对应。
摩梨伽尸罗由火曜统治，守护神为月神旃陀罗或苏摩。它的联络星是觜宿一（猎户座λ）。
传统上，印度人为婴儿取名会以其出生时月亮所在的宿为依据，其名字的首字母是与这一宿对应的四个梵文字母之一。与摩梨伽尸罗相应的梵文字母分别为。